# Budry (Ignalino)
Budry – dawna wieś. Obecnie część Ignalina na Litwie, w okręgu uciańskim, w rejonie ignalińskim.

## Historia
W czasach zaborów zaścianek w gminie Daugieliszki, w powiecie święciańskim, w guberni wileńskiej Imperium Rosyjskiego. W 1866 roku miał 8 dusz rewizyjnych, należał do dóbr Przyjaźń. W 1905 roku wymieniono folwark i wieś Budry. Wieś liczyła 56 mieszkańców, 41 dziesięcin; folwark liczył 8 mieszkańców, 24 dziesięciny, własność Czepanisa.
W dwudziestoleciu międzywojennym wieś leżała w Polsce, w województwie wileńskim, w powiecie święciańskim, w gminie Daugieliszki.
W 1931 w 6 domach zamieszkiwały 53 osoby.
Miejscowość należała do parafii rzymskokatolickiej w Przyjaźni. Podlegała pod Sąd Grodzki w Święcianach i Okręgowy w Wilnie; właściwy urząd pocztowy mieścił się w Ignalinie.